# Parahyponomeuta bakeri
Parahyponomeuta bakeri is een vlinder uit de familie stippelmotten (Yponomeutidae). De wetenschappelijke naam is voor het eerst geldig gepubliceerd in 1894 door Thomas de Grey Walsingham.
De soort komt voor in Europa.